# 綱脇龍妙
綱脇 龍妙（つなわき りゅうみょう、1876年1月24日 - 1970年12月5日）は、日蓮宗の僧侶。1906年（明治39年）に身延山久遠寺に参拝したおり、ハンセン病患者が悲惨なる生活をしているのを目撃、時の身延山法主の許可を得て河原より13名を収容、身延深敬（じんきょう）病院を作った。彼は全国を勧進し、費用を獲得し、十万一厘講を組織した。

## 略歴
1876年（明治9年）1月24日、福岡県宗像郡（現・宗像市）の専業農家の次男として生れる。地元の小学校を終えた時肺結核を患ったが、母は一生懸命に看病し、優れた漢方医に治療を委ね、菩提寺（福岡市法性寺）で快方を祈った。発病して3ヵ月で奇跡的に回復し、住職の勧めで仏門に入る。その後福井県大道の妙泰寺に移り、京都松ヶ崎檀林で本格的な学業修得を目指す。資質に秀で学資援助を得て哲学館へ進み、哲学を学ぶこととなる。たまたま身延山に参拝した時一人のハンセン病の少年を見てから患者救済の決意を固め大工小屋の木材を貰い受け身延河原から13人の病者を収容した。

## 身延深敬園の創立
彼の遺稿集によると、開始前に念のため内務省の意向を伺った。内務省衛生局によると政府として10年や15年では手が出せない、国家のためにやってください（実際は3年後に公立療養所が開始されている）ということであった。身延山の法主も最初は制止されたが、余りに熱心なので許可された。警察署経由で山梨県に寄付勧誘の許可を願ったが、結局県知事に直に談判して許可を得た。その後考えて一口一日一厘、月に3銭、年に36銭、3カ年で1円8銭、前納で1円、これを10万口を募金することにした。

## 綱脇龍妙遺稿集
本人がつれづれに書いた遺稿が集められている。専門の分野の雑誌、身延教報に出されたものも多い。
- 「救らい事業に献身58年」
- 「身延深敬園の創立と沿革」
- 「らい病はかくすれば早く撲滅する」（昭和4年大阪府主催全国第2回らい会議にて述べたる意見）
  - 既に駐在巡査で調べた統計でも減少しているではないか。初期に入所し大風子油の注射を受けることを奨励している。
- 「貞明皇后と救らい事業」
  - 御下賜金、御拝謁などの話の間に従弟の医師早田皓を福岡市郊外壱岐の松原にある分院に勤務させたことの記録がある。

## エピソード
龍妙はまじめな人柄の人物であった。必要に迫られダミアン神父と同様、患者の足首の切断術を行っている。切断の時長女も見ていて、後に語っているが、龍妙はその前に光田健輔より切断術を教えを頂いたとある。また長女は龍妙が医療にも関心があり、軍医に喉頭切開を習おうとした話を書いている。龍妙の妻は注射もした。龍妙は勉強熱心で、光田健輔外とも交流があり、災害直後の外島保養院を訪問、長島愛生園の開院式へ出席、大島青松園への訪問している。ハンセン病学会にも出席している。1935年（昭和10年）の第8回日本癩学会総会では、いつもの袈裟とは違い、ネクタイ背広姿で最前列に座っている写真が残されている。

## 二代目園長綱脇美智
綱脇龍妙の一人娘。父母と共に深敬園の経営に苦労をする。2度結婚するが、2度とも夫は医師で共に働いたが早く亡くなった。父の死（1970年）後、理事長、園長職に就く。患者減少に伴い、深敬園は1992年閉鎖。現在は社会福祉法人深敬園の障害者施設「かじか寮」となる。老後大谷藤郎が総長を務める大学の近くに転居、加藤尚子は美智の話を聞き「山の中の小さな園にて、もうひとつのハンセン病史」をまとめる。具体的な記述が参考になる。政府の援助は昭和21年に生活保護の医療費、昭和26年に通常経費が全額国費となったとある。

## 批判
ハンセン病問題に関する検証会議報告書によると、宗教者が国の隔離政策推進に協力したこと、皇恩を強調したことを問題視している。深敬園が分園を作ったことは国の隔離政策を補完していたと批判している。身延山法王、望月日滋は「患者の過激分子は我々が園長一族をくわしてやっているのだ」と発言したなど、園長更迭運動があったと記録している。深敬園の５０周年誌に、断種の記録がある。しかし、断種は本人の希望とある。

## 文献
- 綱脇美智　『綱脇龍妙遺稿集』  1976
- 加藤尚子『山の中の小さな園にて もう一つのハンセン病史』  医療文化社 2005 ISBN 4-902122-15-4
- 『「但行礼拝」の人・綱脇龍妙師』人権シリーズⅢ、日蓮宗現代宗教研究所（編）、1991年11月、日蓮宗宗務院
- 『但行礼拝に生きた僧侶　綱脇龍妙師：救らいに献身した人権尊重の精神に学ぼう』深敬園開園百周年記念特集号、日蓮宗人権シリーズ34、日蓮宗宗務院教務部、2011年10月、日蓮宗宗務院